# راموآلد کلیم
راموآلد کلیم ((به بلاروسی: Рамуальд Язэпавіч Клім)؛ ۲۵ مهٔ ۱۹۳۳ – ۲۸ مه ۲۰۱۱) پرتاب‌گر چکش اهل شوروی بود.
از افتخارات وی میتوان به کسب مدال طلا پرتاب چکش در بازی‌های المپیک تابستانی ۱۹۶۴ و مدال نقره در بازی‌های المپیک تابستانی ۱۹۶۸ اشاره کرد.